# Križovany nad Dudváhom
Križovany nad Dudváhom es un municipio del distrito de Trnava en la región de Trnava, Eslovaquia, con una población estimada a final del año 2024 de 1797 habitantes.
Se encuentra ubicado en el centro de la región, cerca del río Váh (cuenca hidrográfica del Danubio) y de la frontera con la región de Bratislava.

## Demografía
| Año        | 1994 | 2004    | 2014    | 2024    |
| ---------- | ---- | ------- | ------- | ------- |
| Población  | 1763 | 1758    | 1816    | 1797    |
| Diferencia |      | −0,28 % | +3,29 % | −1,04 % |

| Año        | 2023 | 2024    |
| ---------- | ---- | ------- |
| Población  | 1767 | 1797    |
| Diferencia |      | +1,69 % |